# T77 (танк)
T77 (англ. 120mm Gun Tank T77) — американский средний экспериментальный танк с качающейся башней, разработанный в 50-х годах инженерами Rheem Manufacturing Company.

## История создания
В октябре 1951 года были начаты работы по проекту тяжёлого танка T57, предусматривающий установку качающейся башни со 120-мм пушкой с автоматом заряжания на корпус танка T43 (позже — американский тяжёлый танк M103). Был заключен контракт с производственной компанией Rheem Manufacturing Company на проектирование и производство двух опытных машин.
После неудачи проекта T57 возникла идея по установки башни от него на более легкий корпус от танка T48 (позже — американский средний танк M48 Patton III). Это позволило бы сочетать вооружение тяжелого танка и маневренность среднего танка. Так возник проект танка T77, разработка которого была начата в мае 1953 года. Таким образом, с компанией Rheem был подписан ещё один контракт на создание двух опытных танков.
Проект T77 постигла та же участь, что и другие танки, разработанные компанией Rheem Manufacturing Company, такие как T69, T57 и T54. Разработка Т77, как и над остальными танками, шла крайне медленно. В 1957 году Министерством вооружения США было принято решение полностью свернуть все проекты над подобными танками в пользу более концептуальных основных танков. Обе башни были окончательно списаны в феврале 1958 года.

## Описание конструкции

### Корпус
Башню для опытного T77 было принято решение установить на корпус танка M48. Таким образом, он примерно сохранил некоторые характеристики от него, такие как: габариты, массу, бронирование корпуса и скорость. Бронирование нового танка во лбу составило 110 мм, в бортах — 76 мм.

### Башня
Башня качающегося типа. Она состоит из двух приводных частей — нижняя часть крепится к корпусу и обеспечивает горизонтальное наведение орудия. Верхняя часть крепится к нижней части специальными цапфами, обеспечивая вертикальное наведение орудия.
В виду того, что башня была взята от проектного танка T57, бронирование башни T77 состояло из 127-мм лобовой пластины, расположенной под углом 60 градусов, бортовых пластин толщиной от 136 до 69,85 мм при угле наклона от 20 до 40 градусов и кормовой детали толщиной 38,1 мм.
Крыша башни была оснащена тремя люками. Первый оснащался электроприводом и представлял собой большой квадратный люк, занимавший большую часть середины крыши башни. Он был предназначен для эвакуации экипажа и демонтажа орудия. В левой части крыши башни имелся небольшой люк заряжающего, а справа — командирская башенка с пятью перископами и креплением для пулемёта M2HB калибра 12,7 мм. На бортах башни располагались бронированные крышки стереоскопического дальномера, так называемые «лягушачьи глаза».

### Пушка
В первоначальном концепте компании Rheem Manufacturing Company орудие было жестко установлено без системы отдачи в литой качающейся башне. Пушка отличалась быстросменным стволом и была идентична 120-мм пушке T123E1.
Орудие крепилось к башне с помощью конического переходника, окружающий казённую часть орудия. Один конец ввинчивался в казённую часть ствола, а второй —проходил через «нос» и закреплялся большой гайкой. Поскольку инерция отдачи не позволяла автоматически открывать горизонтально скользящий затвор, был установлен гидроцилиндр. При выстреле из орудия он приводился в действие с помощью электрического выключателя. Этот новый вариант орудия T123E1 получил обозначение «120mm Gun T179». Орудие в качающейся башне по вертикале могло наводится на углы от −8° до +15°. Предполагаемая скорострельность орудия составляла 30 выстрелов в минуту. Боекомплект орудия должен был составить 18 снарядов.
По проекту танк должен был оснащаться двумя пулёметами калибра 7,62 мм. Позже от этой идеи отказались в пользу одного пулемёта, спаренного с пушкой.

### Автомат заряжания
Механизм автомата заряжания состоял из большого цилиндра на 8 снарядов, образуя нечто вроде магазина, который располагался под пушкой, и рычага-досылателя, который перемещался между положениями относительно казённой части орудия и магазина. Устройство заряжания было разработано для стрельбы унитарными боеприпасами.
Автомат заряжания работает следующим образом:
1. Досылатель берет снаряд из магазина и направляет его в казённую часть орудия;
2. Досылатель загоняет его в казённую часть, закрывая при этом затвор;
3. Орудие производит выстрел;
4. При выстреле из орудия срабатывает электрический выключатель, открывающий затвор;
5. Досылатель забирает новый снаряд из магазина, одновременно выбрасывая стреляную гильзу через люк в крыше башни.

### Двигатель и трансмиссия
Танк оснащался бензиновым двигателем с воздушным охлаждением Continental AVSI-1790-6 V12 мощностью 650 л.с. Это позволяло танку развивать скорость до 48 км/ч.

### Подвеска
Танк оснащался торсионной подвеской. Подвеска танка состояла из шести опорных катков на борт. Ведущая звездочка находилась сзади, а ленивец компенсирующего типа — спереди. Кроме того, подвеска состояла из пяти поддерживающих катков.

## В игровой индустрии
T77 является премиумным тяжёлым танком Америки восьмого уровня в компьютерной ММО-игре World of Tanks. Также T77 есть и в мобильной версии игры, World of Tanks Blitz, где также является премиумным танком восьмого уровня.